# Првенство Србије у шаху
Шаховско првенство Србије оганизује Шаховски савез Србије.
Прва државна првенства Краљевине Југославије одржана су 1935. године. До 1991. организована су Првенства Југославије у шаху. 1992. године формирана је СР Југославија, која је 2003. променила име у Србија и Црна Гора, па се од тада шаховско првенство звало "Првенство Србије и Црне Горе у шаху". 2006. је Црна Гора изашла из државне заједнице, па је следеће године организовано прво "Првенство Србије у шаху".

## Победнице шаховских првенстава Србије у конкуренцији жена
(У загради поред имена победница је број укупних титула на државним првенствима)
| Година | Место          | Победнице               | Детаљи |
| ------ | -------------- | ----------------------- | ------ |
| 2007   | Вршац          | Анђелија Стојановић     | [ 1 ]  |
| 2008   | Каћ            | Анђелија Стојановић (2) | [ 2 ]  |
| 2009   | Гроцка         | Сандра Ђукић            | [ 3 ]  |
| 2010   | Панчево        | Анђелија Стојановић (3) | [ 4 ]  |
| 2011   | Београд        | Јована Ерић             | [ 5 ]  |
| 2012   | Каћ            | Марија Ракић            | [ 6 ]  |
| 2013   | Пирот          | Марија Манакова         | [ 7 ]  |
| 2014   | Бања Јунаковић | Јована Војиновић        | [ 8 ]  |
| 2015   | Врбас          | Марија Ракић (2)        | [ 9 ]  |
| 2016   | Крагујевац     | Љиља Дрљевић            | [ 10 ] |
| 2017   | Земун          | Адела Великић           | [ 11 ] |
| 2018   | Крагујевац     | Теодора Ињац            | [ 12 ] |
| 2019   | Гуча           | Теодора Ињац (2)        | [ 13 ] |
| 2020   | Врњачка Бања   | Теодора Ињац (3)        | [ 14 ] |
| 2021   | Стара Планина  | Јована Ерић (2)         | [ 15 ] |
| 2022   | Бајина Башта   | Ирина Челушкина (6)     | [ 16 ] |
| 2023   | Сента          | Марина Гајчин           | [ 17 ] |
| 2024   | Сента          | Ирина Челушкина (7)     | [ 18 ] |
| 2025   | Палић          | Софија Погорелских      | [ 19 ] |

## Победници шаховских првенстава Србије у конкуренцији мушкараца
(У загради поред имена победника је број укупних титула на државним првенствима)
| Година | Место          | Победници             | Детаљи        |
| ------ | -------------- | --------------------- | ------------- |
| 2007   | Вршац          | Милош Перуновић       | [ 20 ]        |
| 2008   | Матарушка Бања | Иван Иванишевић       | [ 21 ]        |
| 2009   | Крагујевац     | Иван Иванишевић (2)   | [ 22 ]        |
| 2010   | Крагујевац     | Никола Седлак         | [ 23 ]        |
| 2011   | Крагујевац     | Иван Иванишевић (3)   | [ 24 ]        |
| 2012   | Врњачка Бања   | Иван Иванишевић (4)   | [ 25 ]        |
| 2013   | Врњачка Бања   | Бобан Богосављевић    | [ 26 ]        |
| 2014   | Суботица       | Александар Инђић      | [ 27 ]        |
| 2015   | Врбас          | Дејан Антић (2)       | [ 28 ] [ 29 ] |
| 2016   | Пирот          | Мирослав Марковић (2) | [ 30 ]        |
| 2017   | Крагујевац     | Иван Иванишевић (5)   | [ 31 ]        |
| 2018   | Нови Сад       | Александар Инђић (2)  | [ 32 ]        |
| 2019   | Београд        | Иван Иванишевић (6)   | [ 33 ]        |
| 2020   | Врњачка Бања   | Александар Инђић (3)  | [ 34 ]        |
| 2021   | Стара Планина  | Велимир Ивић          | [ 35 ]        |
| 2022   | Бајина Башта   | Велимир Ивић (2)      | [ 36 ]        |
| 2023   | Сента          | Александар Инђић (4)  | [ 37 ]        |
| 2024   | Сента          | Александар Инђић (5)  | [ 38 ]        |
| 2025   | Пирот          | Иван Иванишевић (7)   | [ 19 ]        |